# توني دين (رجل أعمال)
توني دين (بالإنجليزية: Tony Dean)‏ هو شخصية أعمال ومهندس بريطاني، ولد في 23 يوليو 1932 في ليدز في المملكة المتحدة، وتوفي بنفس المكان في 17 يناير 2008.